# Joanna Dorociak
Joanna Dorociak (ur. 14 kwietnia 1992) – polska wioślarka. Zawodniczka Warszawskiego Towarzystwa Wioślarskiego.
Osiągnęła następujące sukcesy:
- srebrny medal Mistrzostw Polski w Wioślarstwie w 2011 (Poznań): czwórka bez sternika (W4-),
- brązowy medal Mistrzostw Europy w Wioślarstwie w 2015 (Poznań): dwójka podwójna wagi lekkiej,
- brązowy medal Mistrzostw Europy w Wioślarstwie w 2016 (Brandenburg): dwójka podwójna wagi lekkiej,
- czwarte miejsce Mistrzostw Świata w Wioślarstwie w 2017 (Sarasota),
- srebrny medal Mistrzostw Europy w Wioślarstwie w 2018 (Glasgow): dwójka podwójna wagi lekkiej.

Podczas przygotowań do Igrzysk Olimpijskich w 2016 (Rio de Janeiro) wykryto u niej zakrzep w prawej żyle podobojczykowej, co wykluczyło ją z udziału w tych zawodach. 
Uprawia również maraton i półmaraton, w 2020 zdobyła brązowy medal mistrzostw Polski w drugiej z tych konkurencji.